# Un mari qui lance sa femme
Un mari qui lance sa femme est une comédie en trois actes d'Eugène Labiche, en collaboration avec Raimond Deslandes, créée au théâtre du Gymnase à Paris le 23 avril 1864.
Elle a paru aux éditions Dentu.

## Distribution de la création
- Nertann : de Jonsac
- Lesueur : de Grandgicourt
- Kime : Lépinois
- Dieudonné :  Olivier de Millancey
- P. Berton :  Robert Taupier, peintre
- Victorin : M. Jules
- Lefort : Joseph, domestique
- Blondel : Lavalard
- Mme Mélanie : Mme Rosine Lépinois
- Céline Montaland : Mme de Tremble
- Blanche Pierson : Thérèse de Millancey
- Céline Chaumont :  Laure Lépinois
- Sarah Bernhardt : la princesse Douchinka
- Mme Georgina :  Églé, baronne de Grandgicourt
- Mme Dieudonné : Mme Lavalard
- Mme Desjardins : Mlle Lavalard